# Therese Bohman
Therese Bohman (ur. 21 sierpnia 1978) – szwedzka pisarka i dziennikarka.

## Życiorys
Therese Bohman wychowała się w Kolmården na obrzeżach Norrköping. Jest redaktorką magazynu „Axess”, pisze artykuły o literaturze, sztuce i kulturze w gazecie „Expressen”, regularnie współpracuje także z „Tidningen Vi”. Jest autorką trzech powieści cenionych za głębię psychologiczną i sposób budowania bohaterek. 
Angielskie tłumaczenie jej debiutu literackiego zostało polecone w klubie książkowym Oprah's Book Club. W 2015 roku została nominowana do Nagrody literackiej Rady Nordyckiej. Rok później jej powieść O zmierzchu dostała nominację do Nagrody Augusta. Jej motywacją do opisania bohaterki powieści był brak postaci kobiecych w literaturze, z którymi by się utożsamiała.
Bohman mieszka i pracuje w Sztokholmie. W 2019 odwiedziła Polskę jako gość Big Book Festival. Jej ulubionym pisarzem jest Michel Houellebecq, ceni także bardzo Karla Ove Knausgårda i jego narratora w serii Moja walka.

## Dzieła
- 2010: Den drunknade[2], wyd. pol.: Utonęła. Justyna Czechowska (tłum.). Warszawa: Pauza, 2021. ISBN 978-83-959007-2-3. Brak numerów stron w książce
- 2014: Den andra kvinnan[2], wyd. pol.: Ta druga. Justyna Czechowska (tłum.). Warszawa: Pauza, 2020. ISBN 978-83-955508-6-7. Brak numerów stron w książce
- 2016: Aftonland[2], wyd. pol.: O zmierzchu. Justyna Czechowska (tłum.). Warszawa: Pauza, 2019. ISBN 978-83-952038-2-4. Brak numerów stron w książce
- 2022: Andromeda[6], wyd. pol. Andromeda, tłum. Justyna Czechowska, Wydawnictwo Pauza, Warszawa 2023
- 2024: Sanningsberget, wyd. pol. Góra Prawdy, tłum. Justyna Czechowska, Wydawnictwo Pauza, Warszawa 2025